# Monts de Nephtali
Pour les articles homonymes, voir Nephtali (homonymie).
Les monts de Nephtali, en hébreu הרי נפתלי, sont une chaîne montagneuse dans l'Est de la Haute Galilée et descendent jusqu'à la vallée de la Houla. Ils s'élèvent à une altitude moyenne de 800 mètres. Leurs flancs sont recouverts de forêts plantées par le Fonds national juif et s'y tiennent également Misgav-Am et Mitzpé.
Les deux montagnes les plus connues des monts de Nephtali sont le mont Shanan (902 mètres) et le mont Nézer (760 mètres).
Leur nom vient du personnage biblique Nephtali, le sixième fils de Jacob.